# Павліш Павло Васильович
Павло Васильович Павліш (нар. 10 грудня 1979, с. Вільне, Нижньосірогозький район, Херсонська область) — український юрист, політик. Народний депутат України 9-го скликання. Член Комітету Верховної Ради з питань правової політики.

## Життєпис
Закінчив Херсонський державний аграрний університет (спеціальність «Менеджмент організацій»), Одеську національну юридичну академію (спеціальність «Правознавство»).
Старший викладач в Херсонському державному аграрному університеті, директор юридичної фірми. Працював юрисконсультом ТДВ «Херсонський електромеханічний завод».
Засновник «Зе! Команди» у Херсонській області, очолював штаб команди під час президентської кампанії.
У 2006, 2010 та 2015 роках балотувався до Херсонської міської ради.
Був помічником на громадських засадах екс-голови Херсонської ОДА Андрія Гордєєва, якого звинувачують у замовлені вбивста Каті Гандзюк.
Кандидат у народні депутати від партії «Слуга народу» на парламентських виборах у 2019 році (виборчий округ № 182, частина Дніпровського, частина Суворовського районів м. Херсона з населеними пунктами Дніпровської та Суворовської районних у м. Херсоні рад). На час виборів: директор ПП "Юридична фірма «Правочин», проживає в м. Херсоні. Безпартійний.
Одружений, має двох синів.

## Нагороди і звання
- Почесне звання Заслужений юрист України (23 серпня 2021) — за значний особистий внесок у державне будівництво, зміцнення обороноздатності, соціально-економічний, науково-технічний, культурно-освітній розвиток Української держави, вагомі трудові досягнення, багаторічну сумлінну працю та з нагоди 30-ї річниці незалежності України[11]